# ㄳ
ㄳは、ハングルを構成する複合終声字母のひとつ。ㄱとㅅを組み合わせて終声に用いたもの。/ㄱ/系の終声。名称はギヨクシオッ（기역시옷、韓国）、またはギウクシウッ（기윽시읏、北朝鮮）。
語末や子音の前では終声の/ㄱ/で発音され、次の音節が母音で始まる場合は、その音節の初声に/ㅆ/が現れる（終声の表記としてはㄳなので、母音が続いた場合、初声に/ㅅ/が現れてそれが濃音化により実質/ㅆ/となると便宜的に説明されることもある）。
また、韓国では感謝するという意味の新造語でㄱㅅを使う（감사/感謝の頭字語）。
- 몫 → [목]
- 몫 + 과 → [목꽈]
- 몫 + 이 → [목씨]

なおこの終声字母は名詞にしか使用されない。
| 名称                         | 種類   | コード | HTML実体参照コード | 表示 |
| HANGUL LETTER GIYEOK-SIOS    | 単体   | U+3133 | &#12595;           | ㄳ   |
| HANGUL JONGSEONG GIYEOK-SIOS | 終声用 | U+11AA | &#4522;            | ᆪ     |

| 音価 | 終声字                     | 複合終声字           | 複合終声字 |
| 音価 | 終声字                     | 前                   | 後         |
| ---- | -------------------------- | -------------------- | ---------- |
| ㄱ   | ㄱ, ㅋ, ㄲ                 | ㄳ                   | ㄺ         |
| ㄷ   | ㄷ, ㅅ, ㅆ, ㅈ, ㅊ, ㅌ, ㅎ |                      |            |
| ㅂ   | ㅂ, ㅍ                     | ㅄ                   | (ㄼ), ㄿ   |
| ㄹ   | ㄹ                         | ㄼ, ㄽ, ㄾ, ㅀ, (ㄺ) |            |
| ㄴ   | ㄴ                         | ㄵ, ㄶ               |            |
| ㅁ   | ㅁ                         |                      | ㄻ         |
| ㅇ   | ㅇ                         |                      |            |